# 雞不可失
是一部2019年上映的韓國喜劇動作片，由《二十行不行》《風風風》的導演李炳憲執導，柳承龍、李東輝、李荷妮、陳善圭、孔明主演。電影講述一支五人緝毒小組，為了逮到毒販卻意外開起炸雞店的喜劇故事，2019年1月23日在韓國上映。
電影故事為中韓共同合作的文化徵集獎獲獎劇本，中國版的電影片名為《龍蝦刑警》，並於2018年6月22日在中國上映。

## 劇情大綱
高尚起、金英皓、馬奉八、張妍秀和金宰勳是五個緝毒組警員，因為辦事不力常被長官釘得滿頭包，他們為了爭口氣，決定在毒梟李武裴的根據地對面的炸雞店跟監埋伏，為了長期作戰，組長高尚起決定放手一搏，預支了退休金收購炸雞店作為辦案據點，為了偽裝也順帶賣起炸雞。
這個看似荒誕的策略意外造就了絕世美味的炸雞，餐廳一夕之間高朋滿座，即使調高售價也無法阻止餐廳成為網紅名店，但緝毒方面卻毫無進展，緝毒組面臨解散危機，炸雞店也被電視台做了負面報導，李武裴更搬離炸雞店對面，眾組員遭到停職。
李武裴的部下造訪炸雞店，表示願意投資炸雞店並開設連鎖店，實際上是透過運輸各分店的排骨調味料作掩護，讓毒品能營銷到各地，但分店員工素質良莠不齊，緝毒組察覺其中異狀，發現向分店叫炸雞外送的客人是吸毒者，進一步追查後發現投資炸雞店的正是李武裴。在追查過程中，馬奉八失手被抓，脫逃後繼續深入，發現毒品交易的現場，便設計使雙方相殘。
張妍秀透過手機追蹤到馬奉八的位置，率組員趕至現場，與對方短兵相接。李武裴趁隙搭船逃離，高尚起追了過去，與他在船上相博。李武裴質疑不是警察的高尚起要以什麼身分逮捕自己，高尚起說：「捉犯人不分警察或炸雞店老闆」，最終驚險將他制伏。緝毒組辦案有功，不但重回崗位全都還升了官。

## 演員陣容

### 主要人物
- 柳承龍 飾演 高尚起（台灣配音：宋克軍，香港配音：高翰文）

緝毒組組長。雖然總是全力以赴地執行各項任務，但由於手下組員的餿主意與其他各式各樣的因素而常出包；同時因為績效欠佳，晉升得比後輩還晚。在重案組待了20餘年，雖然戰鬥力比較平庸，但有著無人能出其右的強韌生命力，20年來被砍成重傷12次卻依舊活了下來，因而被稱為「喪屍」。
- 李荷妮 飾演 張妍秀（台灣配音：馮友薇）

緝毒組唯一的女性組員。與其高挑美麗的外貌相反，行事作風大膽且男性化。曾奪得泰拳的亞洲女子冠軍，戰鬥力不容小覷，人稱「張霸」。評價馬奉八是「除了臉就沒一個地方能看的傢伙」。
- 陳善圭 飾演 馬奉八（台灣配音：吳文民）

前國家柔道隊成員。華僑出身，會講中文。家裡開排骨店，全緝毒組只有他烹飪的炸雞能吃，因此在炸雞店裡負責掌廚。
- 李東輝 飾演 金英皓（台灣配音：何志威，香港配音：黎景全）

跟監專家。曾為海軍特戰隊特勤隊員，唯一在炸雞店生意興隆時堅持恪守警察本分的人。
- 孔明 飾演 金宰勳（台灣配音：胡鎮璽）

棒球隊出身。在組內的資歷最淺。曾誤食偽裝成炸雞調味料的安非他命但幸虧攝入量相當少而未成癮。擁有驚人的耐力，被數人圍毆都還能起身反擊。

### 其他人物
- 申河均 飾演 李武裴（台灣配音：曹冀魯）

犯罪組織的老大。
- 吳正世 飾演 泰德昌／金昌植（台灣配音：胡鎮璽）
- 金義城 飾演 署長（台灣配音：吳文民，香港配音：李家輝）

緝毒組的上司。
- 宋英奎 飾演 崔班長（台灣配音：孫誠，香港配音：黃文偉）

重案組科長。
- 梁玄敏（朝鲜语：양현민） 飾演 洪尚弼（台灣配音：孫誠）

李武裴的手下。
- 許俊碩 飾演 鄭室長（台灣配音：宋克軍，香港配音：蔡忠衛）

李武裴的手下。
- 張真熙（朝鲜语：장진희） 飾演 善熙（台灣配音：馮嘉德）

李武裴的手下。
- 金鍾洙 飾演 炸雞店的原老闆（台灣配音：曹冀魯）
- 李中玉 飾演 煥東（台灣配音：孫誠）
- 崔靜恩 飾演 高藝珍

高尚起的女兒。
- 韓俊宇 飾演 麻浦警察署重案組刑警
- 池燦 飾演 麻浦警察署重案組刑警
- 李漢鐘 飾演 麻浦警察署重案組刑警
- 李東勇 飾演 美甲店男子
- 朴宰洪 飾演 李武裴的手下
- 徐浩哲 飾演 安山總店組織成員
- 羅喆 飾演 安山總店組織成員
- 太元碩 飾演 安山總店組織成員
- 朴正杓 飾演 釜山總店組織成員
- 張格秀 飾演 釜山總店組織成員
- 李雲山 飾演 公寓男子
- 金明俊 飾演 鄭室長的手下
- 洪完杓 飾演 制服警察
- 鄭宰光 飾演 公平巷的制服警察
- 鄭元昌 飾演 釜山總店顧客
- 李雲山 飾演 組織成員

### 特別出演
- 申信愛 飾演 三樓大嬸（台灣配音：馮嘉德）
- 金志映 飾演 高尚起的妻子（台灣配音：馮嘉德）

毒犯。
- 金康鉉 飾演 許PD

## 發行
該片於2019年1月23日在韓國上映。

### 票房
台灣方面，首週三天票房為新台幣1197萬元；次週票房累計至新台幣5048萬元；第三週票房累計至新台幣7194萬元；第四週票房累計至新台幣9079萬元；3月23日，上映30天全台票房破億；第五週票房累計至新台幣1.02億元；最終全台票房為新台幣1.17億元。
| 上一届： 《艾莉塔：戰鬥天使》 | 2019年台北週末票房冠軍 第9週 | 下一届： 《驚奇隊長》 |

韓國方面，最終觀影人次為16,265,494人次，成為韓國影史票房亞軍。

## 獎項榮譽
| 年份   | 頒獎典禮                    | 獎項                      | 入圍者                         | 結果 | 備註                        |
| ------ | --------------------------- | ------------------------- | ------------------------------ | ---- | --------------------------- |
| 2019年 | 第55屆百想藝術大獎          | 電影部門 男子最優秀演技獎 | 柳承龍                         | 提名 | [ 13 ]                      |
| 2019年 | 第55屆百想藝術大獎          | 電影部門 男子配角獎       | 陳善奎                         | 提名 | [ 13 ]                      |
| 2019年 | 第55屆百想藝術大獎          | 電影部門 女子配角獎       | 李荷妮                         | 提名 | [ 13 ]                      |
| 2019年 | 第55屆百想藝術大獎          | 電影部門 男子新人演技獎   | 孔明                           | 提名 | [ 13 ]                      |
| 2019年 | 第55屆百想藝術大獎          | 電影部門 劇本獎           | 文鍾誼、裴世英、李炳憲、許大中 | 提名 | [ 13 ]                      |
| 2019年 | 第21屆遠東影展              | 觀眾獎                    | 《雞不可失》                   | 獲獎 |                             |
| 2019年 | 第3屆申電影藝術電影節       | 申相玉導演獎              | 李炳憲                         | 獲獎 |                             |
| 2019年 | 第24屆春史國際電影節        | 最佳導演                  | 李炳憲                         | 提名 | [ 14 ]                      |
| 2019年 | 第24屆春史國際電影節        | 最佳劇本                  | 文鍾誼                         | 提名 | [ 14 ]                      |
| 2019年 | 第24屆春史國際電影節        | 最佳男主角                | 柳承龍                         | 提名 | [ 14 ]                      |
| 2019年 | 第24屆春史國際電影節        | 最佳男配角                | 陳善圭                         | 提名 | [ 14 ]                      |
| 2019年 | 第24屆春史國際電影節        | 年度新人男演員            | 孔明                           | 獲獎 | [ 15 ]                      |
| 2019年 | 第24屆春史國際電影節        | 觀眾票選最受歡迎的電影    | 《雞不可失》                   | 獲獎 | [ 15 ]                      |
| 2019年 | 第39屆韓國黃金攝影獎        | 功勞獎                    | 金成煥                         | 獲獎 | [ 16 ]                      |
| 2019年 | 第1屆忠北國際武術動作電影節 | 年度票房電影              | 《雞不可失》                   | 獲獎 | [ 17 ]                      |
| 2019年 | 第1屆忠北國際武術動作電影節 | 年度新人演員              | 張真熙                         | 獲獎 | [ 17 ]                      |
| 2019年 | 第28屆釜日電影獎            | 最佳導演                  | 李炳憲                         | 提名 | [ 18 ] [ 19 ] [ 20 ] [ 21 ] |
| 2019年 | 第28屆釜日電影獎            | 最佳男配角                | 陳善圭                         | 提名 | [ 18 ] [ 19 ] [ 20 ] [ 21 ] |
| 2019年 | 第28屆釜日電影獎            | 最佳新人男演員            | 孔明                           | 提名 | [ 18 ] [ 19 ] [ 20 ] [ 21 ] |
| 2019年 | 第28屆釜日電影獎            | 最佳劇本                  | 文鍾誼                         | 提名 | [ 18 ] [ 19 ] [ 20 ] [ 21 ] |
| 2019年 | 第29屆韩国电影评论家协会奖  | 最佳男配角                | 陳善圭                         | 獲獎 | [ 22 ]                      |
| 2019年 | 第29屆韩国电影评论家协会奖  | 十佳電影                  | 《雞不可失》                   | 獲獎 | [ 22 ]                      |
| 2019年 | 第40屆青龍電影獎            | 最佳電影                  | 《雞不可失》                   | 提名 | [ 23 ]                      |
| 2019年 | 第40屆青龍電影獎            | 最佳導演                  | 李炳憲                         | 提名 | [ 23 ]                      |
| 2019年 | 第40屆青龍電影獎            | 最佳男主角                | 柳承龍                         | 提名 | [ 23 ]                      |
| 2019年 | 第40屆青龍電影獎            | 最佳男配角                | 陳善圭                         | 提名 | [ 23 ]                      |
| 2019年 | 第40屆青龍電影獎            | 最佳女配角                | 李荷妮                         | 提名 | [ 23 ]                      |
| 2019年 | 第40屆青龍電影獎            | 最佳新人男演員            | 孔明                           | 提名 | [ 23 ]                      |
| 2019年 | 第40屆青龍電影獎            | 最佳劇本                  | 文鍾誼                         | 提名 | [ 23 ]                      |
| 2019年 | 第40屆青龍電影獎            | 最佳剪輯                  | 南娜詠                         | 提名 | [ 23 ]                      |
| 2019年 | 第40屆青龍電影獎            | 人氣明星獎                | 李荷妮                         | 獲獎 | [ 24 ]                      |
| 2019年 | 第40屆青龍電影獎            | 觀眾票選最受歡迎電影      | 《雞不可失》                   | 獲獎 | [ 25 ]                      |
| 2019年 | 第8屆韓國最佳明星獎         | 最佳導演                  | 李炳憲                         | 獲獎 | [ 26 ]                      |
| 2019年 | 第8屆韓國最佳明星獎         | 最佳男主角                | 柳承龍                         | 獲獎 | [ 26 ]                      |
| 2019年 | 第8屆韓國最佳明星獎         | 最佳新人男演員            | 孔明                           | 獲獎 | [ 26 ]                      |
| 2019年 | 第19屆韓國導演選擇獎        | 年度男演員                | 柳承龍                         | 提名 | [ 27 ]                      |
| 2019年 | 第19屆韓國導演選擇獎        | 年度劇本                  | 文鍾誼                         | 提名 | [ 27 ]                      |
| 2019年 | 第19屆韓國導演選擇獎        | 年度導演                  | 李炳憲                         | 提名 | [ 27 ]                      |
| 2019年 | 第6屆韓國電影製作人協會獎   | 最佳剪輯                  | 南娜詠                         | 獲獎 | [ 28 ]                      |
| 2020年 | 第56屆大鐘獎                | 最佳電影                  | 《雞不可失》                   | 提名 | [ 29 ] [ 30 ]               |
| 2020年 | 第56屆大鐘獎                | 最佳導演                  | 李炳憲                         | 提名 | [ 29 ] [ 30 ]               |
| 2020年 | 第56屆大鐘獎                | 最佳男配角                | 陳善圭                         | 獲獎 | [ 29 ] [ 30 ]               |
| 2020年 | 第56屆大鐘獎                | 最佳女配角                | 李荷妮                         | 提名 | [ 29 ] [ 30 ]               |
| 2020年 | 第56屆大鐘獎                | 最佳新人男演員            | 孔明                           | 提名 | [ 29 ] [ 30 ]               |
| 2020年 | 第56屆大鐘獎                | 最佳劇本                  | 文鍾誼                         | 提名 | [ 29 ] [ 30 ]               |
| 2020年 | 第56屆大鐘獎                | 最佳剪輯                  | 南娜詠                         | 提名 | [ 29 ] [ 30 ]               |
| 2020年 | 第56屆大鐘獎                | 最佳企劃                  | 李鐘石                         | 獲獎 | [ 29 ] [ 30 ]               |

## 外部連結
- NAVER上《雞不可失》的資料
- Daum上《雞不可失》的資料

- 韩国电影数据库（KMDb）上《雞不可失》的資料
- 互联网电影数据库（IMDb）上《雞不可失》的资料（英文）
- Metacritic上《雞不可失》的資料（英文）
- Box Office Mojo上《雞不可失》的資料（英文）
- 爛番茄上《雞不可失》的資料（英文）
- 開眼電影網上《雞不可失》的資料（繁體中文）
- Yahoo奇摩電影上《雞不可失》的資料（繁體中文）
- 雅虎香港電影上《雞不可失》的資料（繁體中文）
- 时光网上《雞不可失》的資料（简体中文）
- 豆瓣电影上《雞不可失》的資料 （简体中文）